# Matilde d'Este
Matilde Aurelia Maria d'Este (San Martino in Rio, 2 décembre 1674 – Novellara, 2 mars 1732) est une aristocrate italienne.

## Biographie
Matilde nait le 2 décembre 1674 à San Martino in Rio ; fille de Sigismondo III d'Este, marquis de San Martino, et de Teresa Maria Grimaldi, fille d'Ercole Grimaldi, marquis des Baux.
En 1695, elle épouse Camillo III Gonzague, huitième comte de Novellara.
Le 8 juin 1714, Mathilde, ayant appris que son mari s'était épris d'Orsola Manari, tente de le faire tuer par deux assassins qui tiraient quelques coups d'arquebuse contre la voiture du comte, alors qu'il sortait de la forteresse ; Camillo en sort indemne,,  mais en guise de punition et pour éviter le scandale, il renvoie Mathilde chez son père en emmenant les enfants avec lui. Matilde ne revient à Novellara que onze ans plus tard, à l'occasion du baptême de sa petite fille Maria Teresa, fille de Ricciarda.
Matilde est connue pour avoir fabriqué un puissant poison à base d'arsenic, appelé acquetta di Novellara (eau de Novellara en français), qu'elle utilisait pour se débarrasser de ses ennemis. Elle meurt à Novellara le 2 mars 1732.

## Descendance
Matilde et Camillo ont trois enfants :
- Ricciarda (1697-1698) ;
- Ricciarda (1698-1768), qui épousa Alderano I Cybo-Malaspina, duc de Massa et prince de Carrare ;
- Filippo Alfonso (1700-1728), dernier descendant de la famille Gonzague de Novellara.